# Gabinete Millerand II
O Gabinete Millerand II foi o ministério formado por Alexandre Millerand em 18 de fevereiro de 1920 e dissolvido em 23 de setembro do mesmo ano. Foi o 66º gabinete da Terceira República Francesa, sendo antecedido pelo Gabinete Millerand I e sucedido pelo Gabinete Leygues.

## Contexto
Dando continuidade ao seu trabalho no governo Waldeck-Rousseau, Alexandre Millerand pretendia se concentrar em questões sociais. Ele apelou à aplicação prática da jornada de oito horas, adotada no ano anterior, e fez adotar textos destinados a melhorar as condições dos mineiros e dos metalúrgicos. Outra de suas propostas, a arbitragem obrigatória em caso de litígio laboral – que impedia qualquer greve antes da emissão da sentença arbitral –, suscitou oposição tanto da esquerda como da direita, e não foi adotada antes do fim do ministério. No plano institucional, o Presidente do Conselho de Ministros assegurou a independência do Poder Executivo em relação aos vários grupos parlamentares – contrariamente à prática do início do século XX – e ameaçou demitir-se caso não obtivesse o voto favorável do Senado Francês às suas políticas. A longo prazo, ele pretendia modificar a Constituição Francesa de 1875, mas a renúncia do Presidente da República, Paul Deschanel, não lhe deixou tempo para fazê-lo.
O Presidente do Conselho teve que gerir vários movimentos sociais apoiados pela Confederação Geral do Trabalho (CGT), radicalizados pelo advento do regime soviético. Em fevereiro de 1920, ele reprimiu uma grande greve de trabalhadores ferroviários, que ele tornou impopular ao apresentá-la como um obstáculo à recuperação nacional. Com o início de novas greves no início de maio, ele voltou a adotar uma atitude firme, massivamente aprovada pela Assembleia Nacional Francesa. Com a CGT endurecendo a sua ação, o Executivo abriu um inquérito judicial com vista à dissolução do sindicato e proibiu as greves entre os funcionários públicos. Millerand, no entanto, recusou-se a atacar os direitos sindicais, reorganizou o sistema ferroviário (com uma maior presença estatal), concedeu bônus aos trabalhadores ferroviários e expulsou estrangeiros suspeitos de atividade revolucionária.
No plano orçamental, apesar da contribuição das reparações de guerra, as despesas induzidas pela reconstrução, as indenizações e as contribuições para a Alsácia-Lorena conduziram a um déficit real de cerca de 30 milhões de francos. Para fazer face a esta situação, Millerand fez campanha a favor de empréstimos de países que se mantiveram neutros durante o conflito, mas acabou por abandonar esta ideia em favor de uma política de austeridade, nomeadamente devido à insistência de seu ministro das Finanças. Embora fossem adquiridos alguns empréstimos, foi principalmente através da introdução de novas taxas que o Parlamento Francês pretendeu repor o equilíbrio orçamentário (criação de um imposto sobre o volume de negócios, aumento da base da contribuição sindical sobre os salários, etc.).
Na política externa, Millerand considerava o Reino Unido o principal aliado da França, embora surgissem divergências com David Lloyd George. A chegada de Millerand ao poder ocorreu no início da aplicação do Tratado de Versalhes, enquanto a Alemanha não honrava vários dos seus compromissos (entrega dos responsáveis pela guerra, respeito pelos fornecimentos de carvão, etc.). O chefe de governo francês entrou então em conflito com o Reino Unido e a Itália, que pretendiam priorizar a capacidade de pagamento da Alemanha em detrimento do respeito à letra do tratado de paz. Consciente dos limites deste texto, Millerand recusou-se a efetuar represálias nos assuntos internos da Alemanha e fez algumas concessões, que atraíram a oposição de muitos parlamentares franceses. Sob pressão dos Aliados, ele concordou em retomar as negociações com Weimar e aceitou uma redução para 52% (contra 55% inicialmente) do total das reparações alemãs concedidas à França e uma extensão do prazo para o desarmamento alemão, continuando posteriormente a defender o diálogo, ao mesmo tempo que ameaçava a intervenção militar em caso de descumprimento das obrigações alemãs.
No contexto da Guerra Civil Russa, Millerand se apresentou como um oponente resoluto do comunismo, apoiando o Exército Branco. No entanto, teve de lidar novamente com Lloyd George, que estava mais inclinado ao diálogo com Moscou, e aceitou continuar a retomada das negociações comerciais com as cooperativas russas. Com o duplo objetivo de preservar a integridade territorial da Polônia e enfraquecer a Rússia Soviética, a França se envolveu na Guerra Polaco-Soviética. Ao mesmo tempo, em bons termos com os católicos franceses, Millerand pretendia restaurar as relações diplomáticas com o Vaticano, mas as concessões feitas pelo Presidente do Conselho encontraram forte oposição do Partido Radical. Em Novembro de 1920, a Assembleia Nacional votou a favor da restauração da representação diplomática junto da Santa Sé.
Este segundo governo de Millerand foi o único sob a presidência de Paul Deschanel, que renunciou em 21 de setembro de 1920, devido à sua saúde mental. Alexandre Millerand foi eleito Presidente da República e tomou posse em 23 de setembro de 1920, nomeando Georges Leygues como seu sucessor.

## Composição
- Presidente da República: Paul Deschanel
- Presidente do Conselho de Ministros: Alexandre Millerand
- Ministro dos Estrangeiros: Alexandre Millerand
- Ministro da Justiça: Gustave Lhopiteau
- Ministro do Interior: Théodore Steeg
- Ministro da Guerra: André Lefèvre
- Ministro das Finanças: Frédéric François-Marsal
- Ministro da Marinha: Adolphe Landry
- Ministro da Instrução Pública e Belas Artes: André Honnorat
- Ministro das Obras Públicas: Yves Le Trocquer
- Ministro da Agricultura: Joseph-Honoré Ricard
- Ministro do Comércio e Indústria: Auguste Isaac
- Ministro das Colônias: Albert Sarraut
- Ministro do Trabalho: Paul Jourdain
- Ministro das Pensões, Bônus e Subsídios de Guerra: André Maginot
- Ministro das Regiões Libertadas: Émile Ogier
- Ministro da Higiene, Assistência e Segurança Social: Jules-Louis Breton

## Realizações
- Implementação da capacidade civil dos sindicatos, com a autorização da filiação de mulheres sem o consentimento do marido e de menores de 16 anos sem autorização parental.
- Lançamento de sociedades anônimas para alojar famílias operárias com auxílios estatais;
- Abolição do "Comitê de Guerra";
- Ocupação unilateral de cinco cidades alemãs, após a penetração das forças alemãs na zona neutra do Ruhr;
- Estabelecimento do Mandato Francês da Síria e do Líbano.